# Abbaye d'Eberbach
Pour les articles homonymes, voir Eberbach.
L'abbaye d’Eberbach est une ancienne abbaye cistercienne en Allemagne, près d'Eltville. Fondée en 1135, elle a été agrandie au début du XIVe siècle.

## Histoire
L'abbaye a été fondée en 1135 par Adalbert Ier de Sarrebruck, archevêque de Mayence, alors que l'ordre cistercien rayonnait en Europe. Elle a été refondée par saint Bernard de Clairvaux, fondateur des Cisterciens, comme une abbaye fille de l'abbaye de Cîteaux. L'église abbatiale, à trois vaisseaux, a été édifiée en deux temps, de 1145 à 1160, puis de 1170 à 1186. Entre 1310 et 1340, on a ajouté sur le flanc sud une série de chapelles gothiques.
L'écrivain catholique des Lumières Johannes Lorenz Isenbiehl fut condamné en 1778 à une retraite à l'abbaye d'Eberbach à cause de ses écrits considérés comme hérétiques. Cette abbaye est à ce jour une des mieux conservées au monde. L’édifice héberge une fondation culturelle. Le musée de l'abbaye retrace l'histoire de l'abbaye et de l'ordre cistercien.
Lors de l'hiver 1985-1986, les scènes intérieures du film Le Nom de la rose y ont été tournées, ce qui a accru sa réputation.

## Histoire du vin

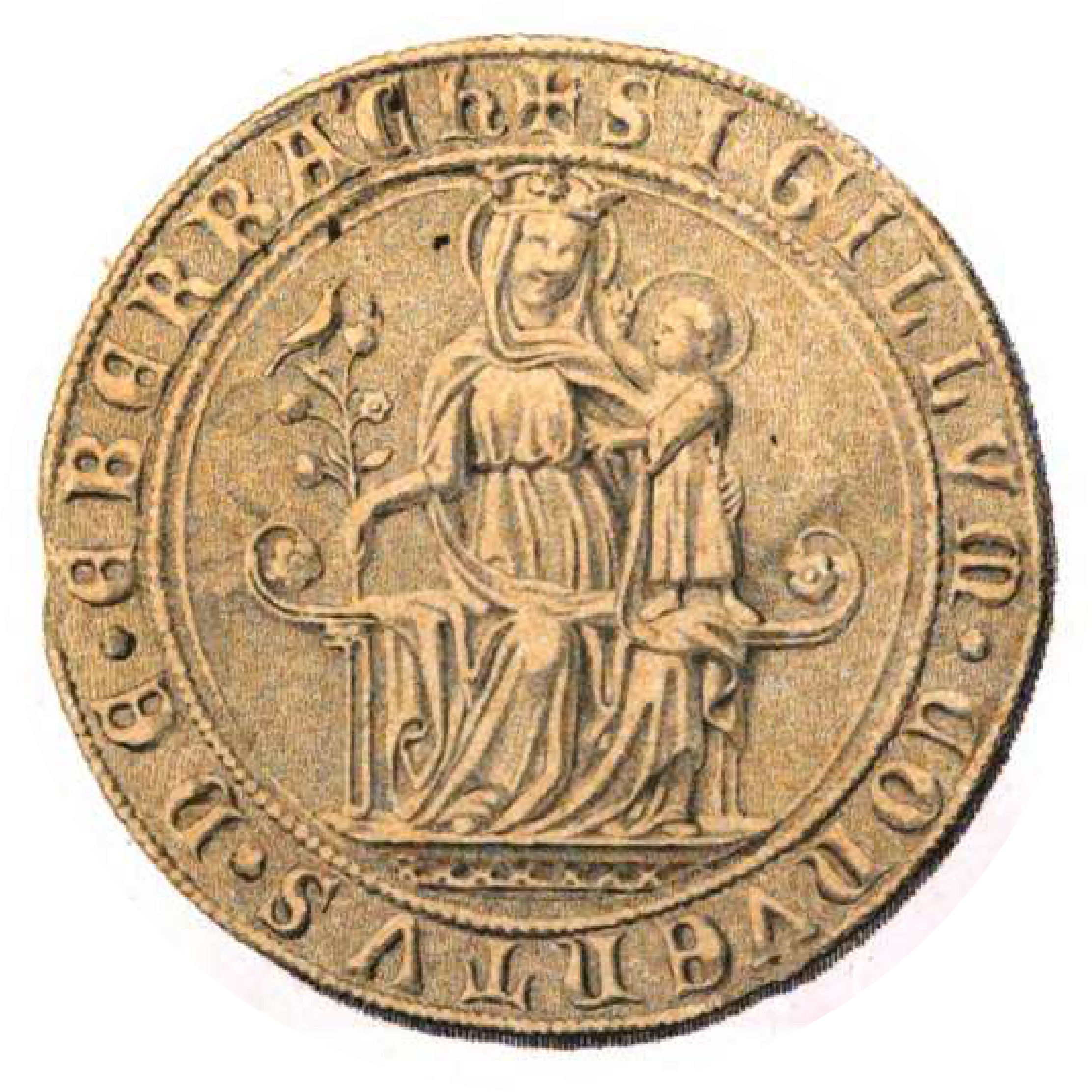
Sceau du monastère, en usage de 1332 à 1803.

Eberbach est le plus grand domaine viticole d'Allemagne : déjà au XVe siècle les moines produisaient à peu près 1,5 million de litres par an. La règle de saint Benoît leur dictait de se procurer par eux-mêmes leurs revenus.
En 1435, le comte Jean IV de Katzenelnbogen fut le premier viticulteur de riesling à Rüsselsheim (près de quatorze comtes ou comtesses de Katzenelnbogen furent enterrés dans l'église abbatiale du monastère).
À cette époque, les documents indiquent que les moines cultivaient le cépage « Tauberschwarz (de), variété Grobrot ».

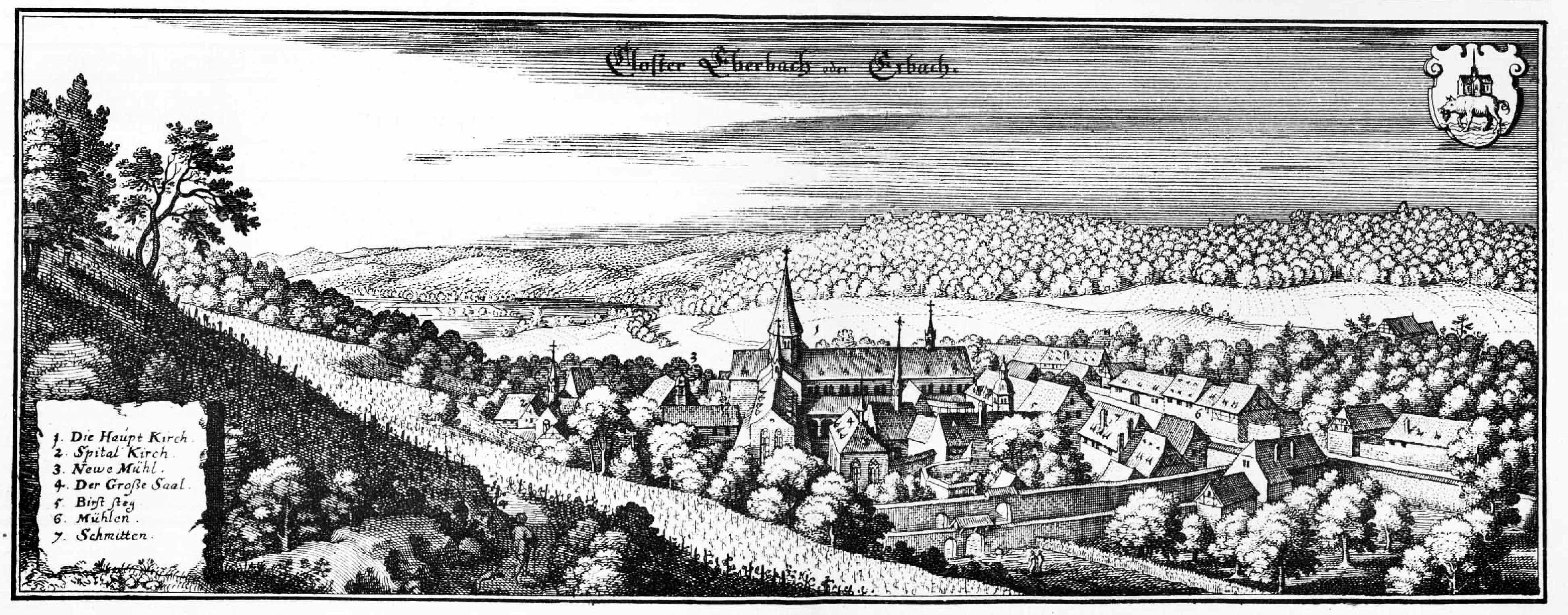
Le monastère, gravure par Matthäus Merian, Topographia Archiepiscopatuum Moguntinensis, 1646
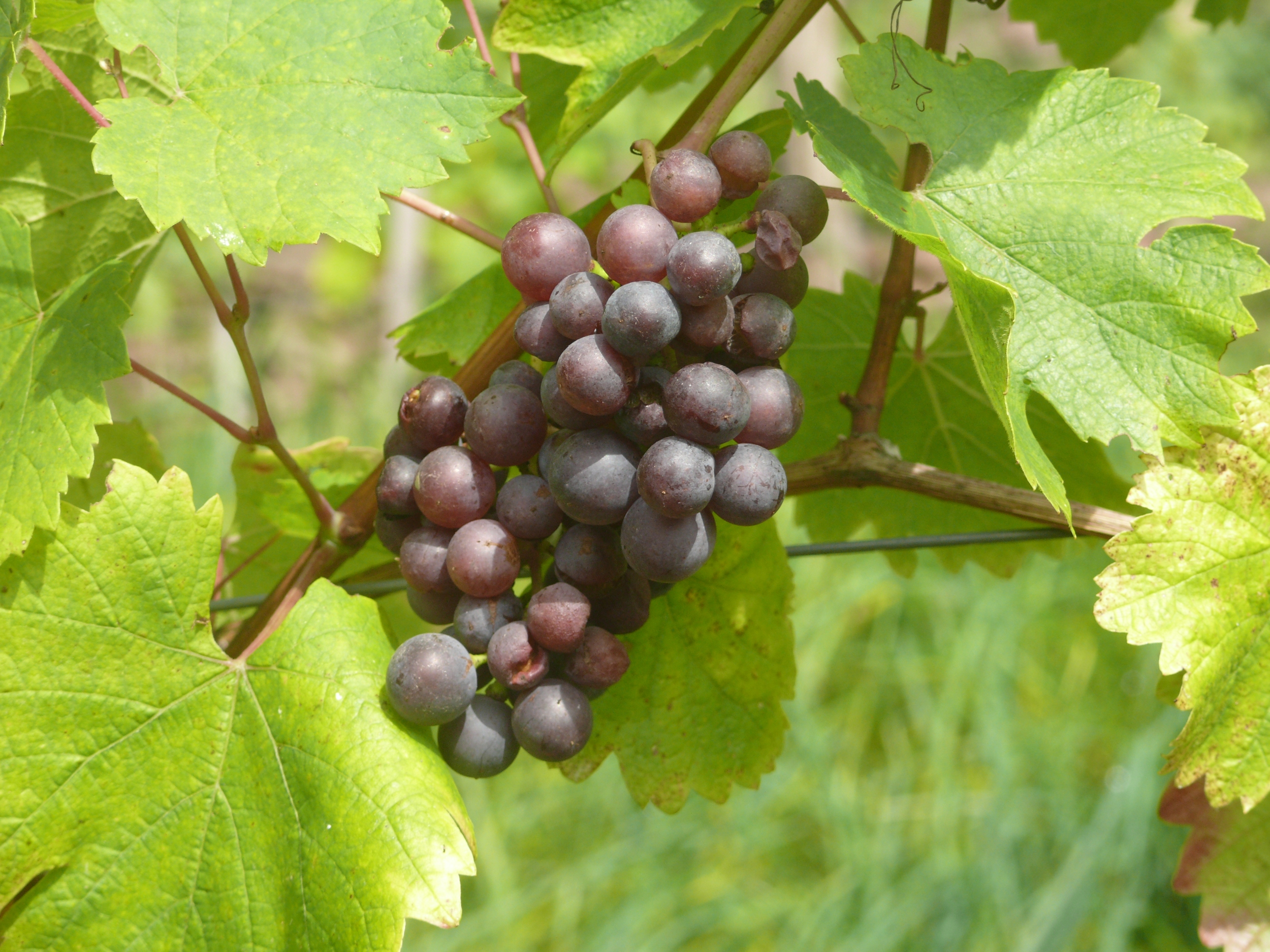
Grappe de raisin « Tauberschwarz ».
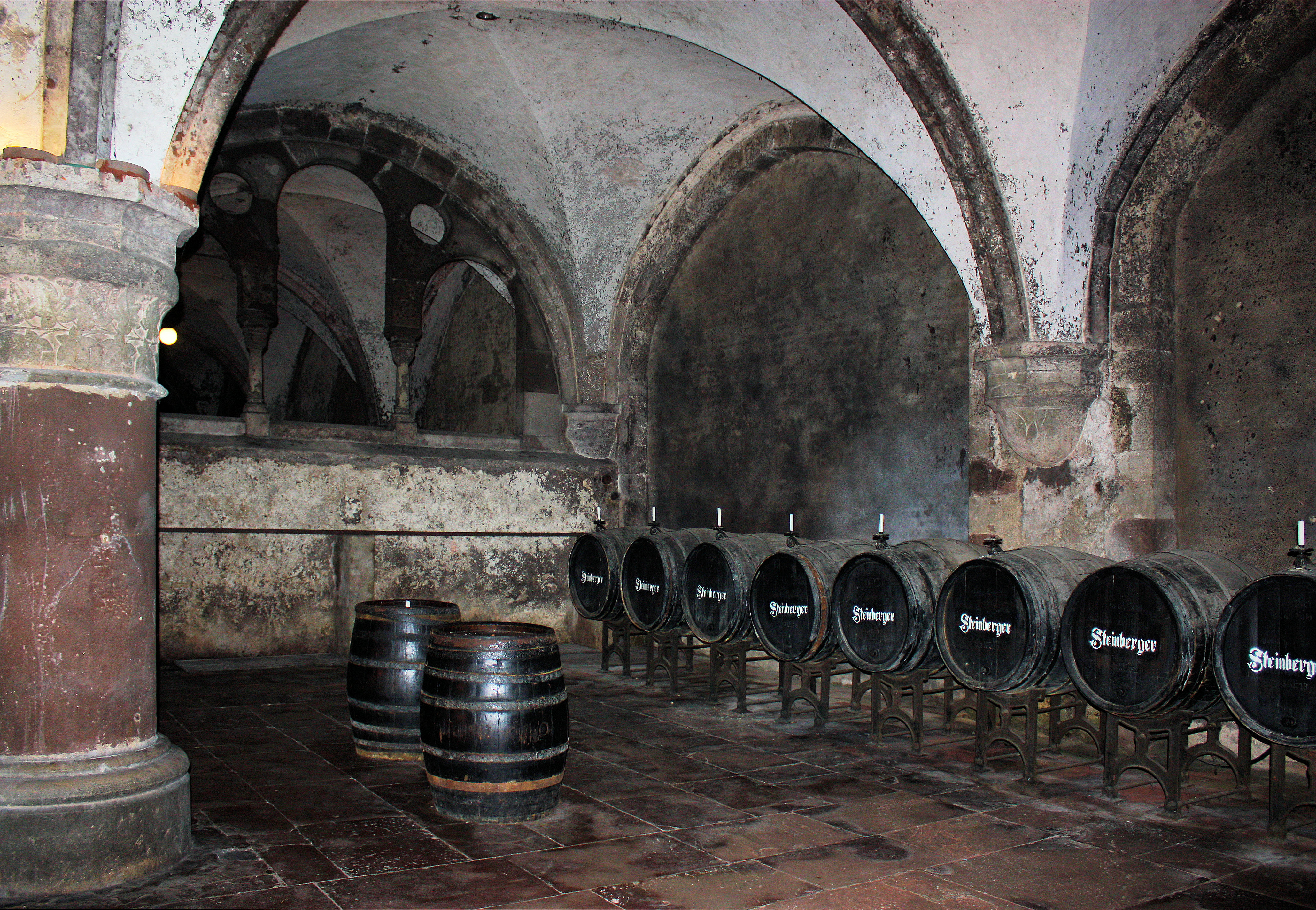
Caves du « Kabinett », au monastère d'Eberbach.

## Sépultures
- Gerlier de Nassau (1322-1371), archevêque de Mayence
- Jean de Luxembourg-Ligny (évêque de Mayence)
- Adolphe II de Nassau (1422-1475)

## Description

### Plan du monastère

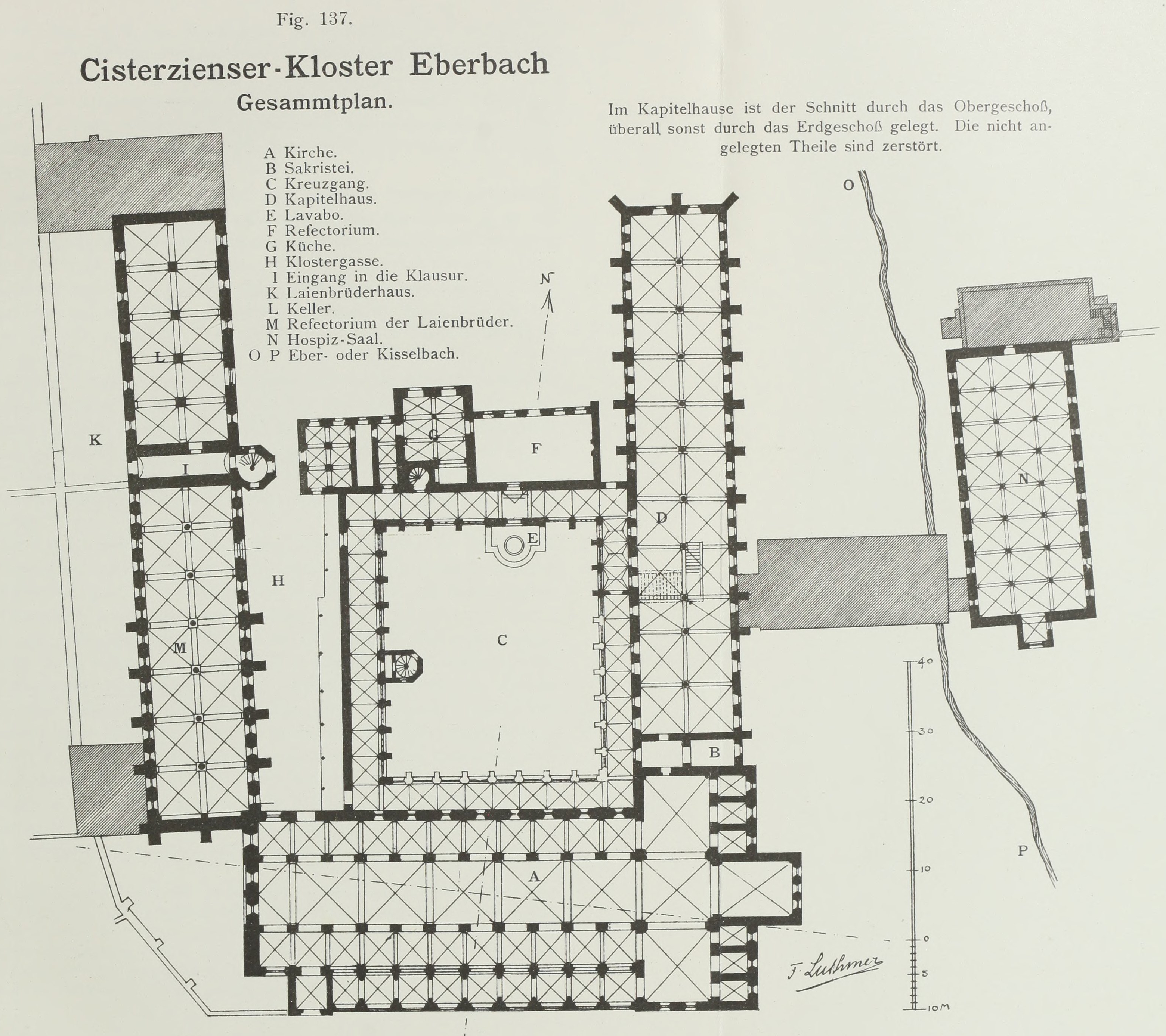
À gauche : porterie (I), bâtiment des frères convers (L), réfectoire des frères convers (M). Au centre : cloître (C), lavabo (E), réfectoire (F), cuisines (G). En bas : basilique (A), sacristie (B). À droite : salle capitulaire et salle de travail (scriptorium) ; à l'étage, dortoir des moines (D). Hospice (N).

La zone centrale du monastère forme une structure de plan orthogonal, composée d'une basilique, d'un cloître et d'une aile de réunion.
Le ruisseau Kisselbach s'étend à l'est de la zone centrale. De l'autre côté du cours d'eau se trouve le bâtiment de l'ancien hôpital. À l'ouest du bâtiment des convers et au nord de la zone centrale se trouvent divers ateliers et bâtiments agricoles.
À l'origine, il n'y avait d'accès au complexe monastique que du côté sud : l'ensemble était clos par un mur d'enceinte et l’entrée n’était possible que par la guérite. Au cours des siècles suivants, d'autres portes ont été aménagées. 
L'ensemble constitue un monument culturel de rang européen.

### Histoire du bâtiment

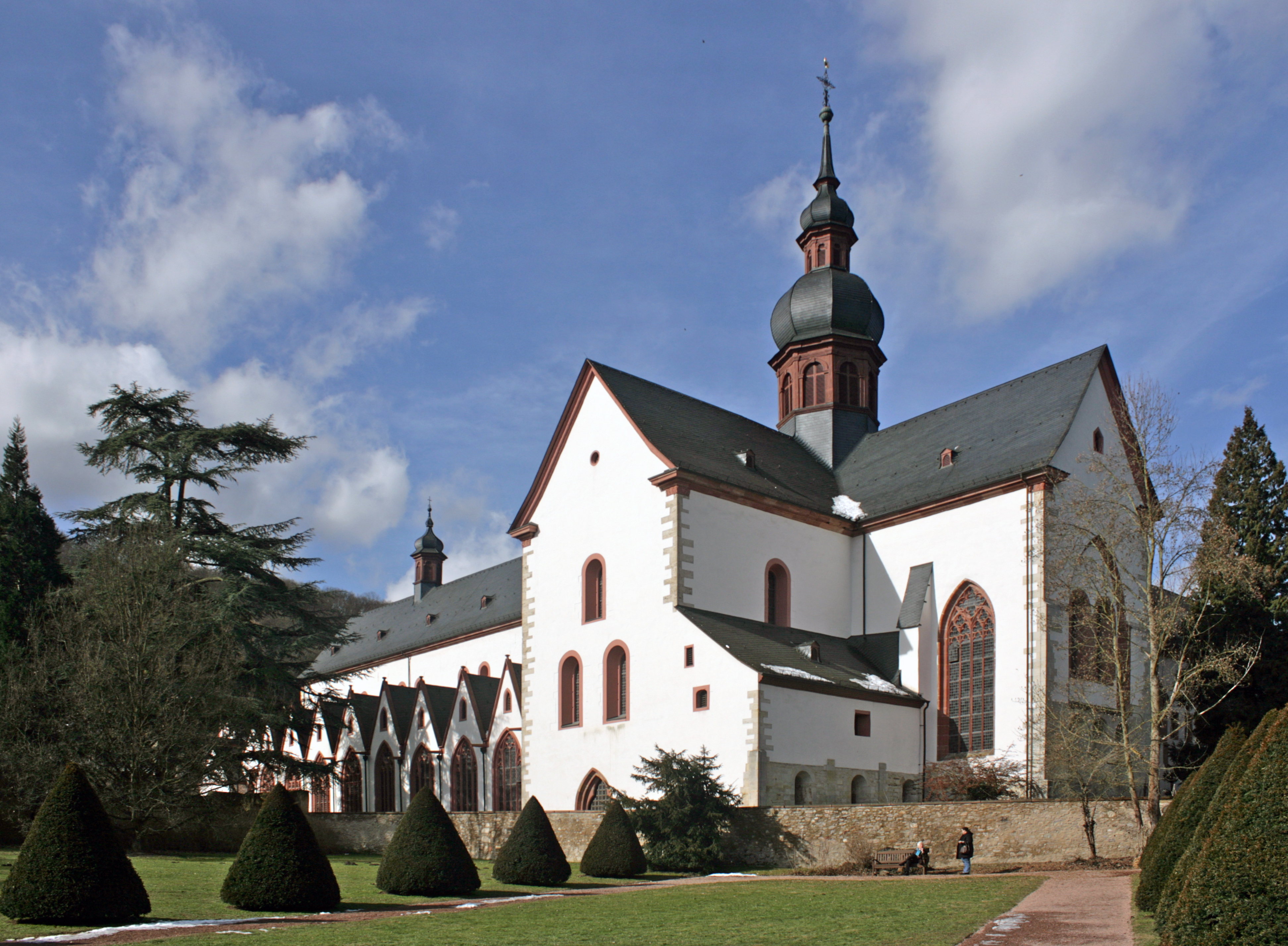
Trois styles architecturaux sont visibles du côté sud-est de la basilique : une nef romane avec des fenêtres gothiques et des tourelles baroques.

L'emplacement du monastère, au-dessus du Rheingau et entouré des chaînes de montagnes boisées du Taunus, correspondait à l'idéal de solitude des premiers mouvements cisterciens. Les moines étaient censés se concentrer sur une vie pieuse, isolés du monde, loin des routes commerciales importantes.
Les Cisterciens vivaient à l'origine dans les bâtiments abandonnés de l'ancien monastère des chanoines augustins, situés dans le quartier de l'ancien hôpital, à l'est du Kisselbach. C'est la forte croissance du nombre de couvents à partir de 1140 qui a rendu nécessaire la construction du monastère actuel dans un style roman. Le chantier a été achevé vers 1220. Au cours des deux siècles suivants, les bâtiments furent reconstruits et modifiés à plusieurs reprises dans le style gothique.
Les projets de reconstruction du monastère au XVIIe siècle sous l'abbé Leonhard Ier Klunckhart n'ont pas pu être réalisés à cause de la guerre de Trente Ans. À la fin des XVIIe et XVIIIe siècles, d'autres travaux de rénovation baroque ont été effectués sur le monastère, sans que soit modifié le noyau de l'ensemble du complexe. L'ancienne église du monastère des chanoines a été démolie au XVIIIe siècle.
Le complexe a été en grande partie préservé grâce à une utilisation continue par l'État, sans investissements importants depuis la sécularisation. Au XXe siècle, des rénovations ont été réalisées dans le respect de la protection des monuments. Les bâtiments ont été partiellement restaurés dans leur état roman. La maison des enragés, le plus grand ajout structurel du XIXe siècle, a finalement été démolie.

### Basilique

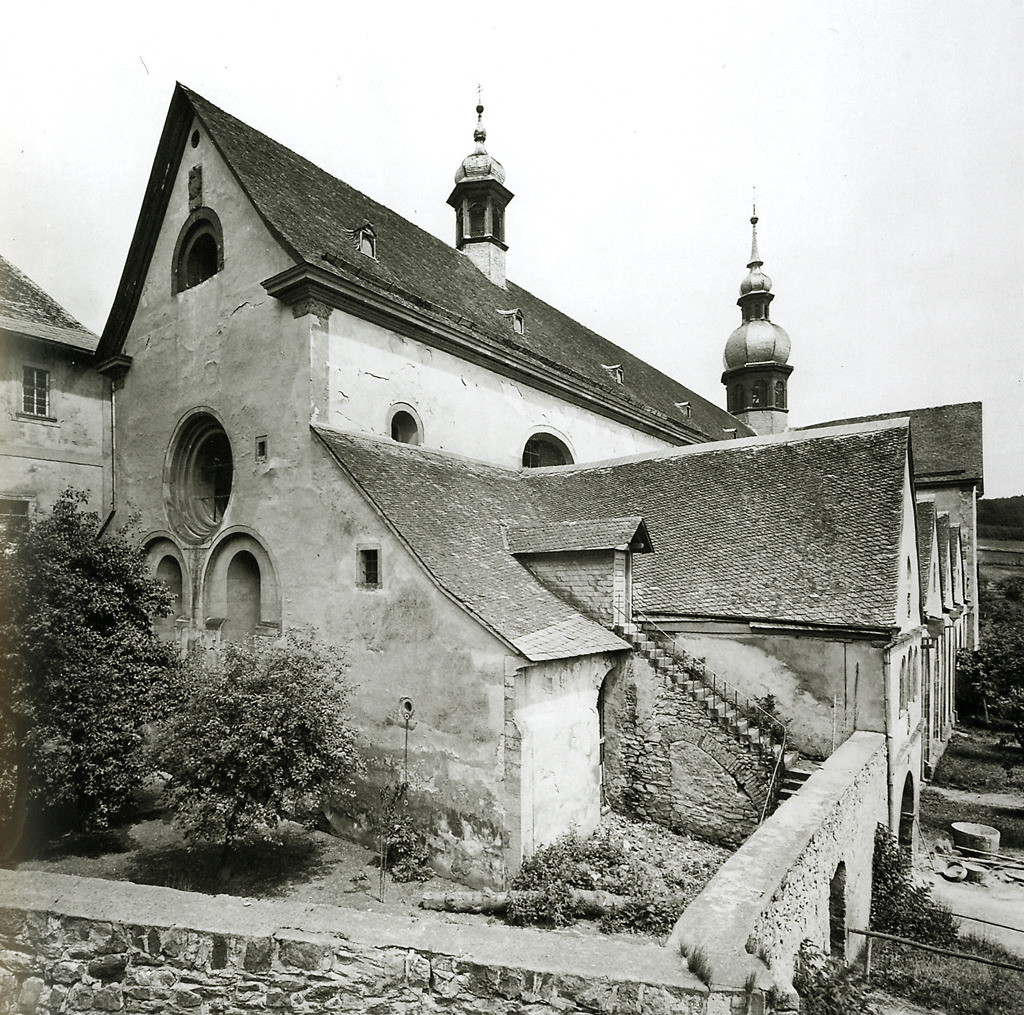
Façade ouest et chapelles de l'église abbatiale. Photographie : Albrecht Meydenbauer, 1885.

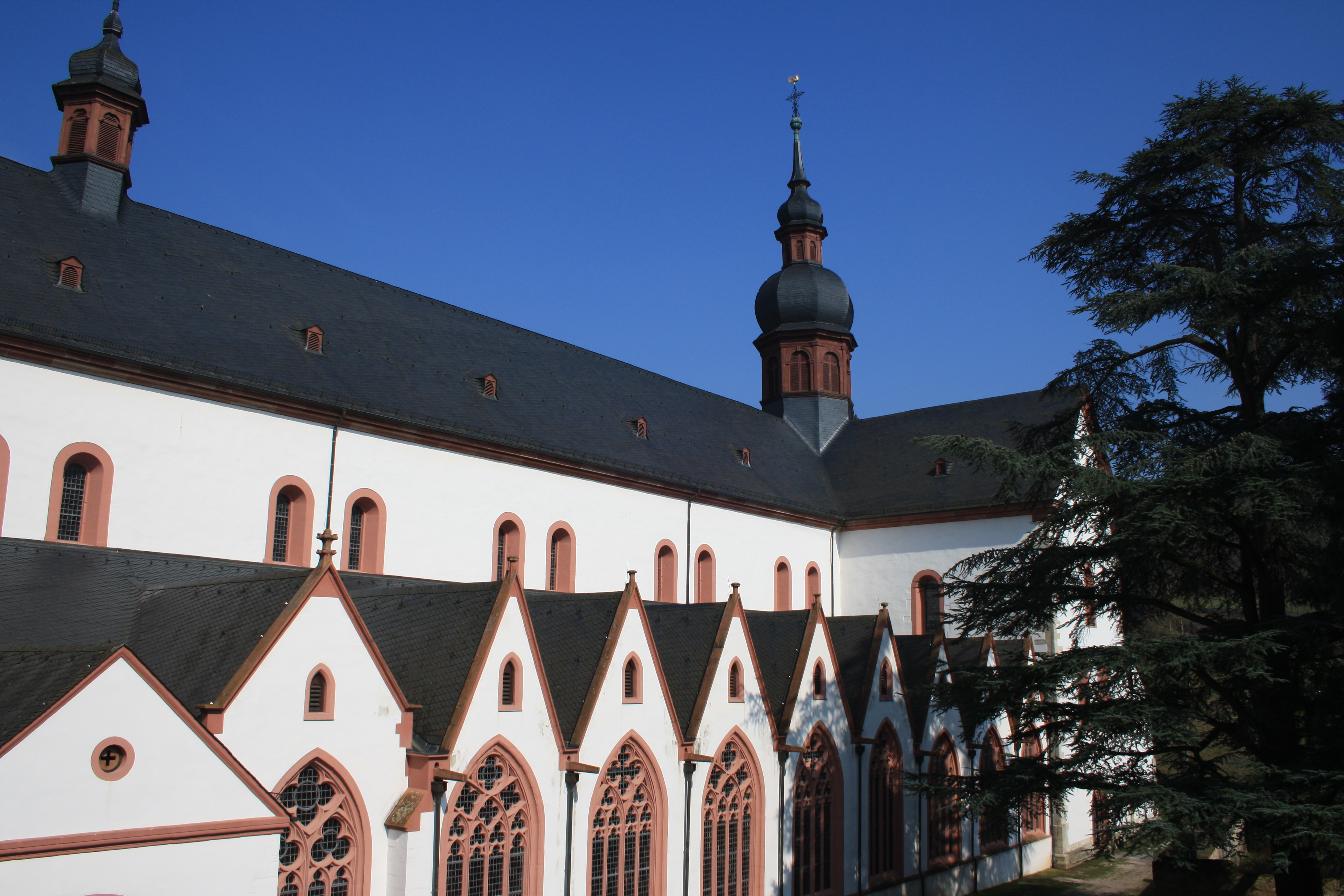
Monastère d'Eberbach : basilique, chapelles gothiques sur la face sud.

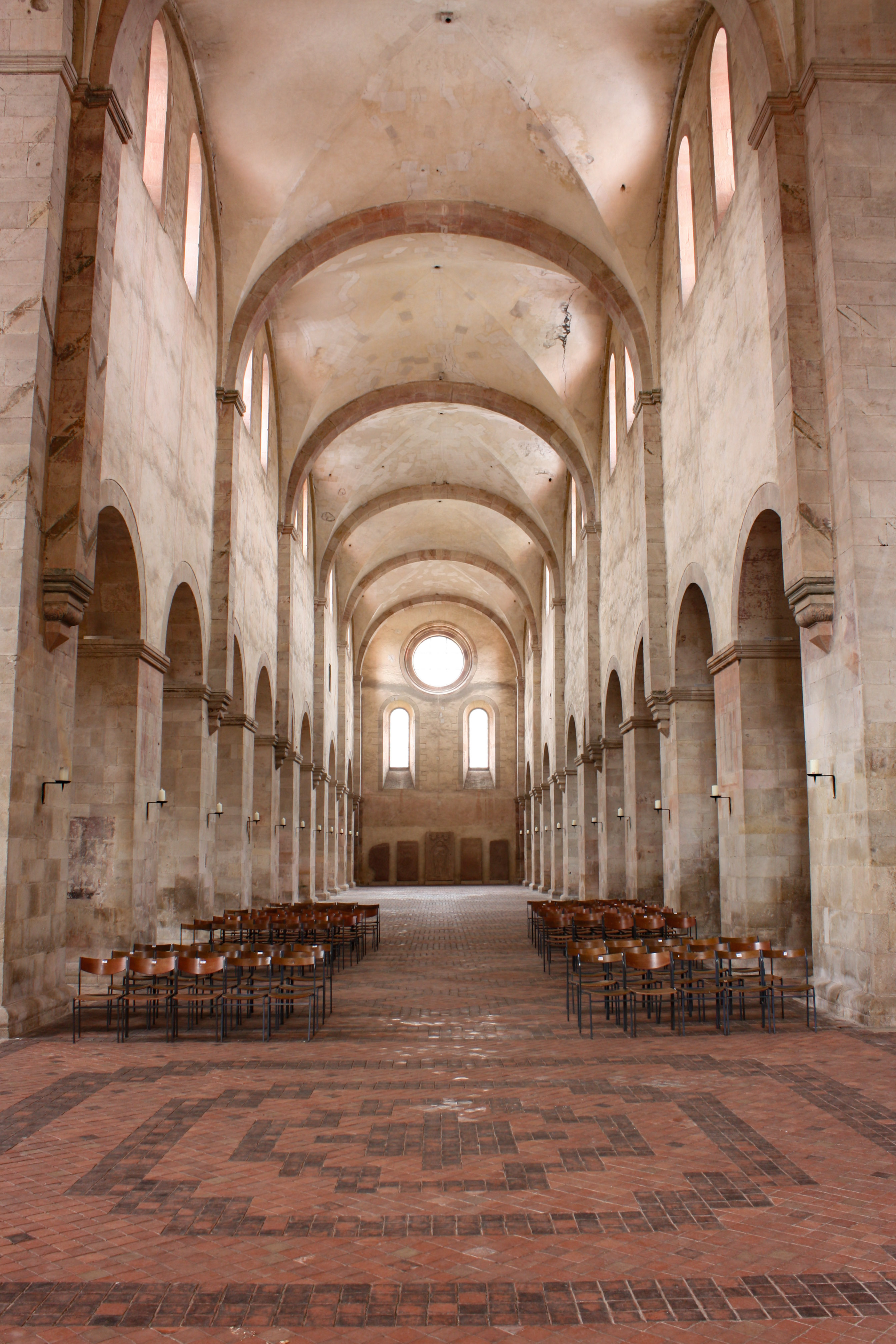
Vue vers l'ouest, depuis la croisée vers la nef.

La basilique a été construite à la limite sud de la zone centrale du monastère. Elle constitue donc le bâtiment visuellement dominant du monastère pour les visiteurs venant de la porterie. Il s'agit d'une basilique à trois nefs à piliers romans hauts et à transept. La nef, le transept et le chœur présentent un faîte continu et de hauteur uniforme,. La construction de la basilique romane a commencé en 1140. Après des interruptions de construction vers 1160-1170, l'autel fut consacré en 1178. La consécration de l'église entière a eu lieu en 1186, par l'archevêque de Mayence Konrad Ier de Wittelsbach, en présence de l'évêque de Münster Hermann II de Katzenelnbogen. Dans le plan initial, le chœur devait être nettement plus bas que la nef, mais ce plan fut abandonné au cours de la construction.
Il y a neuf chapelles gothiques devant le bas-côté sud. Elles ont été agrandies au cours de plusieurs phases de construction, entre 1313 et 1340, servant à l'origine de chapelles funéraires. Durant cette phase de construction, de grandes fenêtres gothiques ont été percées dans le chœur, dont celle du sud, qui a été conservée.
Lors des travaux de rénovation baroques du monastère, l'inclinaison du toit de la nef et du transept a été augmentée. L'église a été couronnée de deux tourelles, chacune pourvue d'un toit en forme d'oignon. La plus grande se trouve au-dessus de la croisée et la plus petite au-dessus de la nef ouest. D'autres modifications baroques de la structure romane ont été démontées lors de la restauration de 1935 à 1939.
À l’intérieur du bâtiment de 76,2 × 33,4 m, l’impression générale romane domine. La basilique est construite sur un plan de croix latine. De simples arcs en plein cintre soutiennent la voûte d'arêtes. La nef, qui comporte six arches, les transepts nord et sud, ainsi que le chœur, sont séparés de la croisée par un arc. Les murs sont lisses et sans décorations. Les murs de la phase gothique ont été peints et le sol a été recouvert de carreaux ornementaux colorés.
Du côté est, deux groupes symétriques de trois chapelles donnent sur chacune des ailes nord et sud du transept. À l’intérieur, des restes de stucs issus de la refonte baroque du début du XVIIIe siècle ont été conservés.
Les stalles du chœur qui caractérisaient à l'origine l'intérieur de l'église, ainsi que la clôture du chœur, n'existent plus. Les dalles funéraires gothiques conservées  ont été endommagées lorsque le bâtiment a été utilisé comme écurie. La quasi totalité des pierres tombales ne se trouvent plus à leur emplacement d'origine.
Aujourd'hui, l'église est utilisée pour des concerts, notamment le festival de musique du Rheingau. L'église peut accueillir 1 400 auditeurs. Les services religieux n'ont lieu que lors d'occasions spéciales.

### Aile orientale
Au nord de la basilique se trouvent les bâtiments de retraite du monastère,. Les parties les plus anciennes remontent probablement aux constructions de 1140. Les bâtiments ont été construits dans le style roman, mais ont été remaniés dans le style gothique primitif au XIIIe siècle. L'aile orientale du cloître se trouve dans le prolongement du transept de la basilique. Dans le cadre de la rénovation gothique vers 1250, le bâtiment a été agrandi, dépassant bien au-delà du cloître.
Le rez-de-chaussée de la basilique abrite l'armurerie, la sacristie, la salle capitulaire, le parloir et la fraternité, qui sert aujourd'hui de cave à vin. Après le déménagement de la bibliothèque, l'armurerie a été reconvertie en lieu de sépultures.

#### Salle capitulaire
La salle capitulaire, accessible depuis le cloître, a reçu sa forme gothique vers 1350. L'étoile voûtée qui s'élève de l'unique colonne centrale soutient la pièce comme un parapluie. La salle est entourée de deux rangées de bancs de pierre. Vers 1500, elle était décorée de peintures de vrilles et de fleurs.

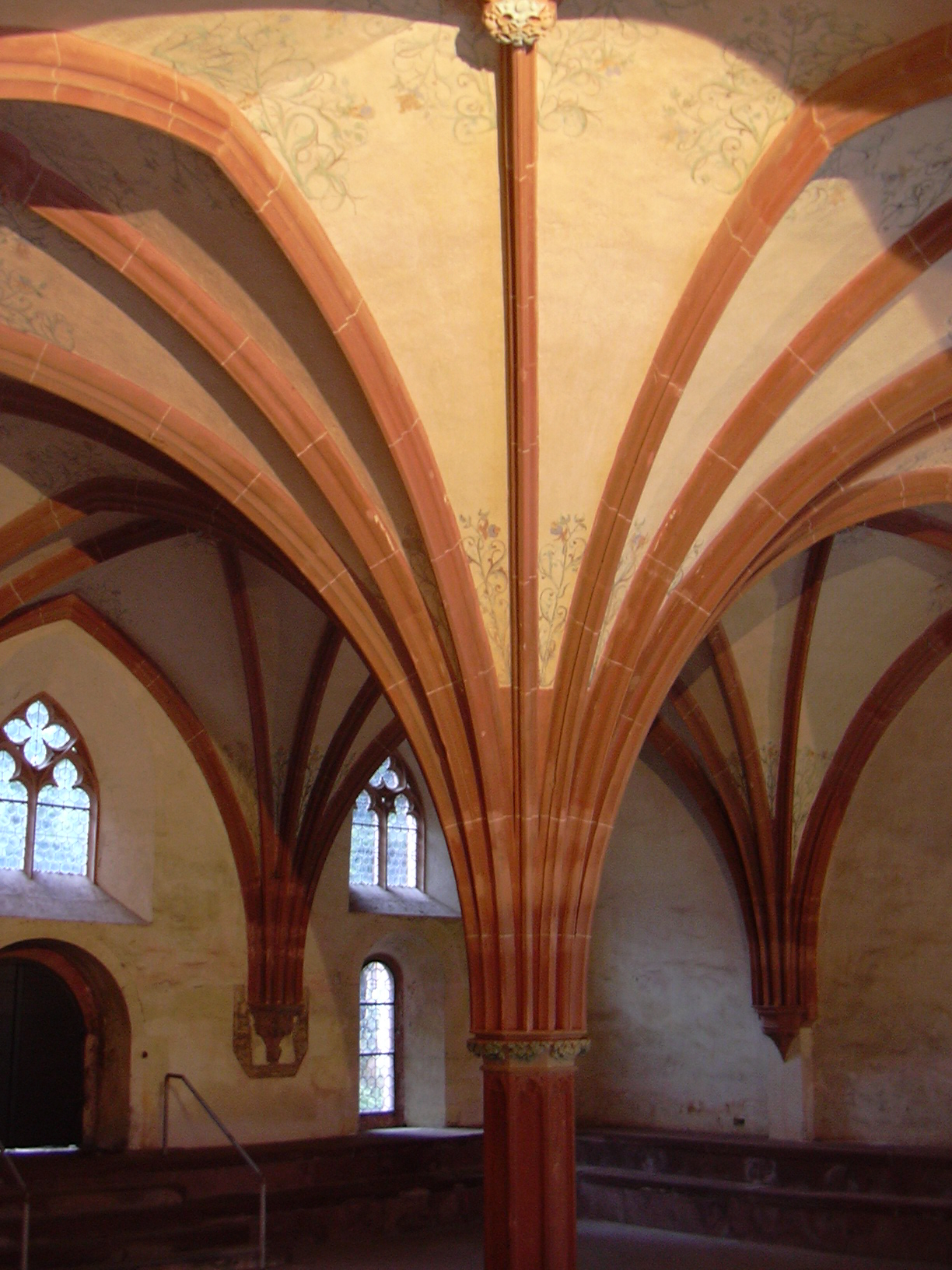
Salle capitulaire : colonne centrale.

#### Salle de travail
La salle à deux nefs de 48 m occupe la majeure partie du rez-de-chaussée du bâtiment oriental. Haute de plus de trois mètres, elle est couverte en voûtes d'arêtes. Dans sa forme actuelle de style gothique primitif, elle remonte à un agrandissement du monastère, vers 1250. À l'origine, c'était une salle de travail, probablement la salle d'écriture (scriptorium) des moines. À la fin du Moyen Âge, la salle a été convertie en cave à vin du monastère. Les vins les plus précieux étaient conservés en cet endroit, appelé Cabinettkeller. Le nom de « Kabinett » pour désigner les vins allemands de qualité trouve là son origine.

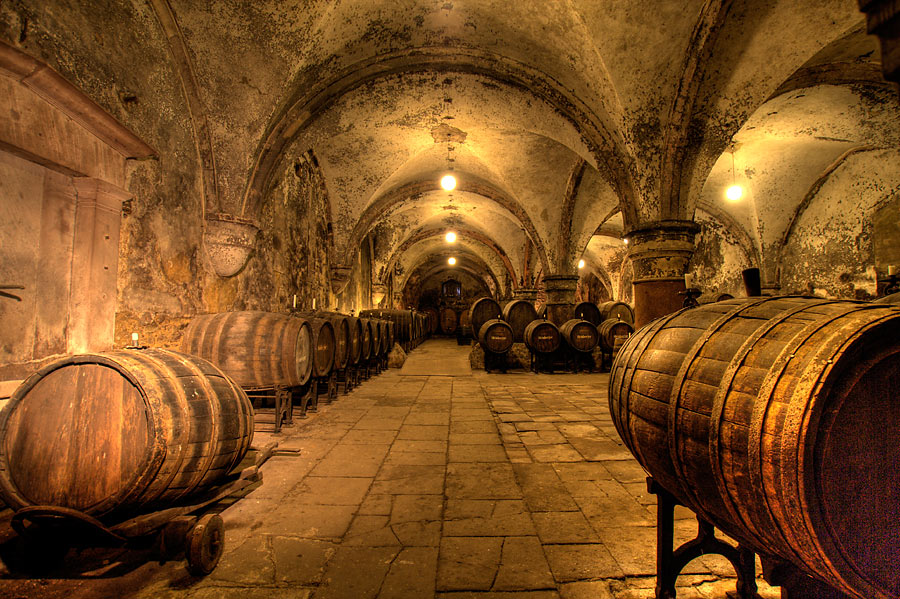
Caves du « Cabinett ».

#### Dortoir

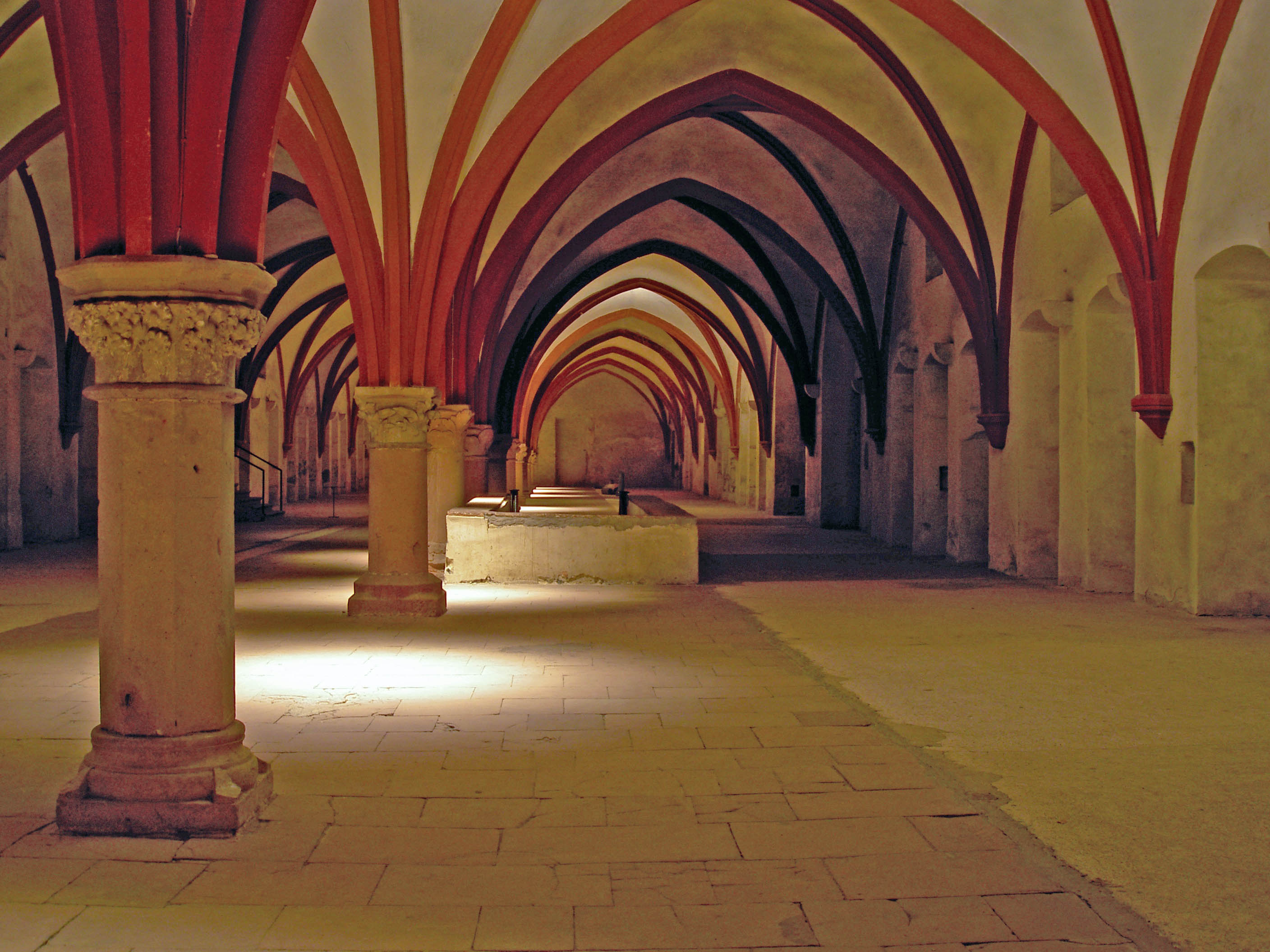
Dortoir de moines.

À l'étage supérieur se trouve le dortoir des moines, une salle à deux nefs de 74 m de long et 14 m de large. Avec plus de 1 000 m², cette salle du début du gothique est l'une des plus grandes salles non sacrées du Moyen Âge. Sa voûte d'ogives est soutenue par des colonnes basses aux chapiteaux sculptés.
Le sol qui s'élève légèrement vers le nord rend l'aspect du lieu encore plus impressionnant. Le dortoir est directement relié au transept de la basilique par un escalier. Aujourd'hui, les salles forment le musée de l'abbaye. Du temps du monastère, la salle pouvait abriter jusqu'à 150 moines.

### Bâtiments de clôture monastique, côté nord

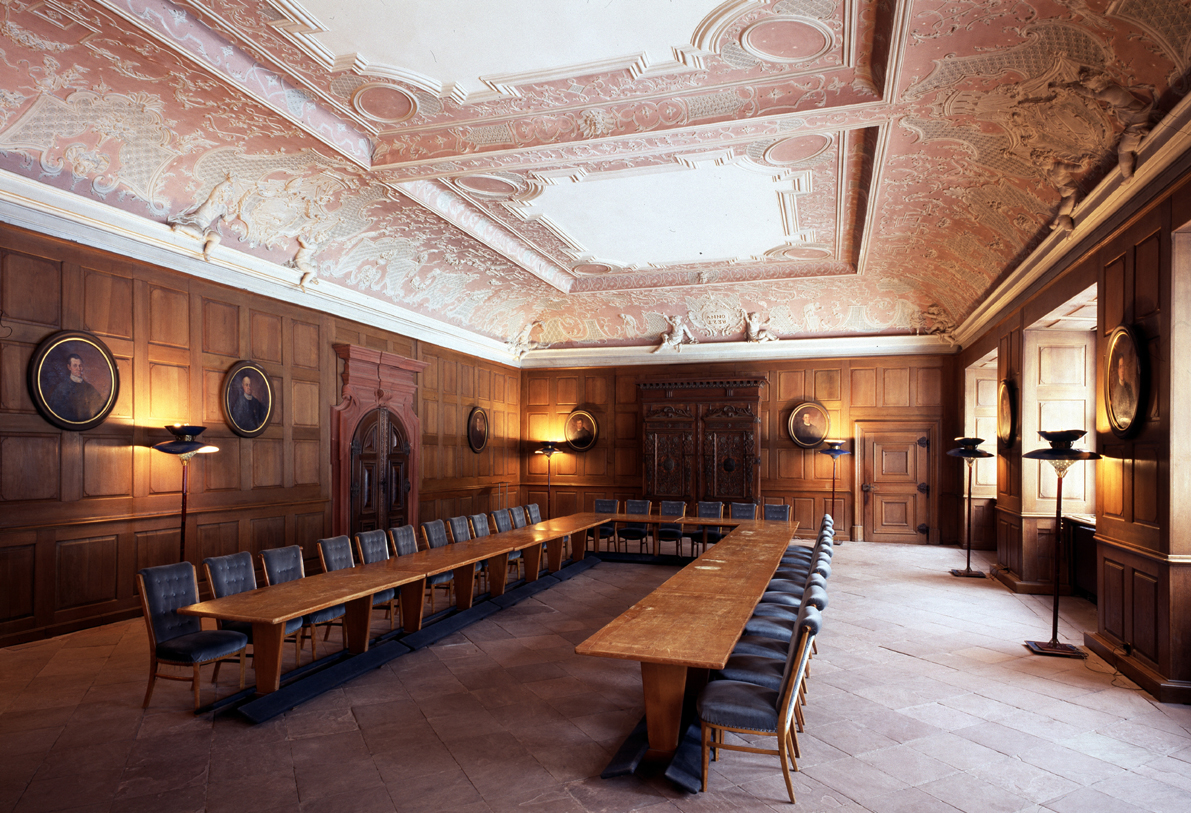
Le réfectoire des moines, dans le bâtiment nord.

Plusieurs édifices ont été construits vers 1186 dans la zone de clôture monastique. Le réfectoire actuel s'étendait longitudinalement vers le nord. Après plusieurs rénovations au XIIIe et au début du XVIe siècle, l'édifice fut reconstruit dans un style baroque entre 1720 et 1724. La structure du bâtiment existant a été partiellement intégrée au rez-de-chaussée. Il s'agit d'un bâtiment de deux étages avec un toit à pignon, qui présente une saillie centrale du côté nord.
Le bâtiment nord comprend le réfectoire des moines, le coin cuisine et le portique du rez-de-chaussée. La salle capitulaire d'hiver, la salle chauffante et les petites pièces individuelles se trouvent à l'étage supérieur. Aujourd'hui, le bâtiment est utilisé comme musée de l'abbaye.
La pièce principale du rez-de-chaussée est le réfectoire baroque des moines. Lors de la rénovation au XXe siècle, les lambris muraux ont été partiellement remplacés, mais le plafond baroque en stuc de Daniel Schenk a été conservé. Il n'y a aucune trace de la peinture du plafond vraisemblablement existante. La salle sert désormais d'espace pour des événements festifs. À côté du réfectoire des moines se trouve l'ancienne cuisine du monastère. La pièce sert aujourd'hui de foyer au réfectoire des moines.

### Cloître

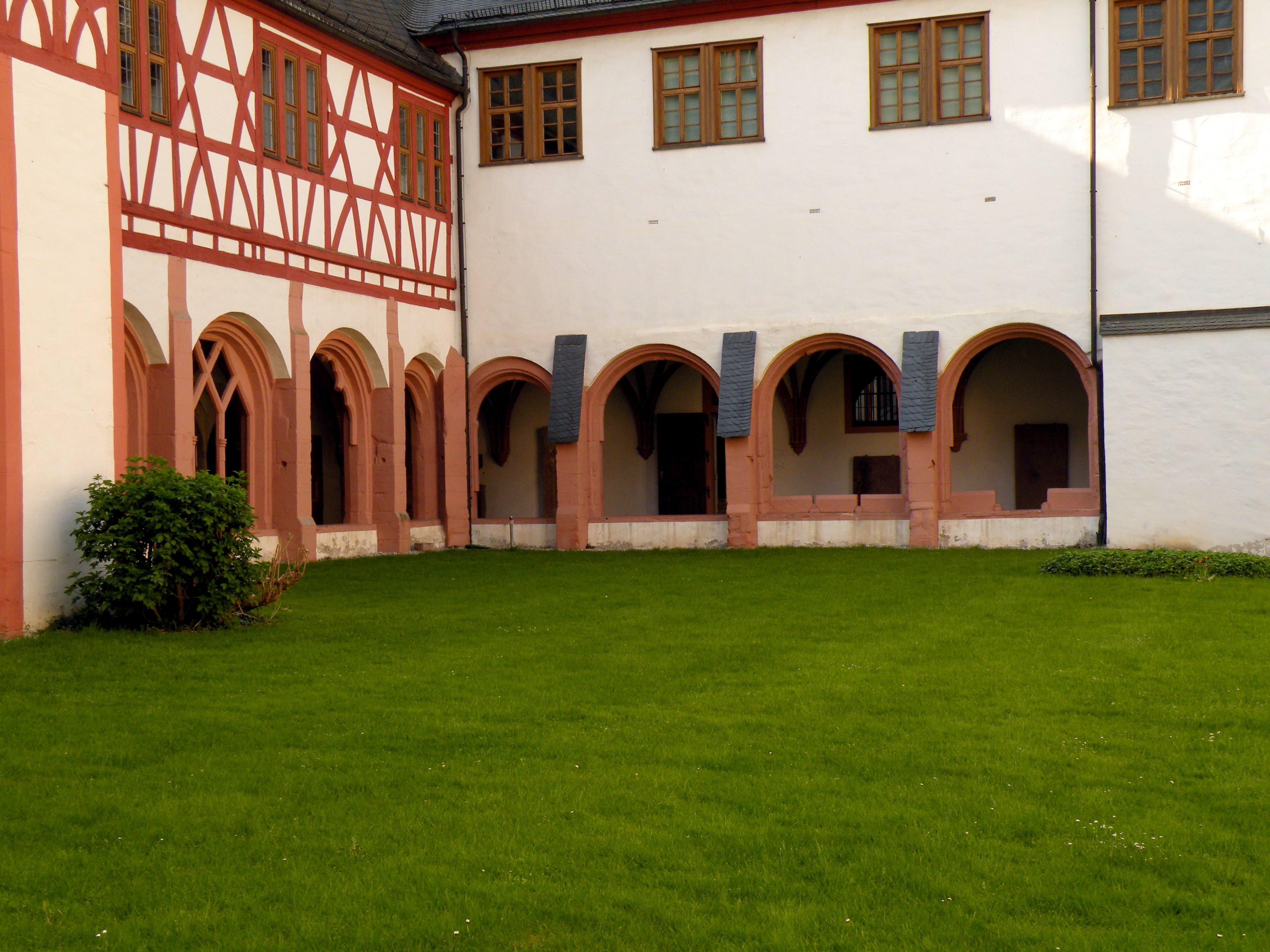
Parties conservées du cloître, au nord-ouest.

Le bâtiment de clôture monastique à l'est et au nord, ainsi que le bâtiment de la bibliothèque, délimitent une cour intérieure qui servait de cloître et de jardin du monastère. Le côté nord-est en partie roman et en partie gothique, comme le côté ouest. Certaines parties du cloître roman ont été démolies après la sécularisation en 1804. Elles ont été utilisées comme spolies dans des bâtiments tels que le Moosburg, dans le parc du château de Biebrich ou encore dans l'église paroissiale de Kelkheim-Münster. La chapelle-fontaine située à l'intérieur du jardin du monastère a également été démolie. La fontaine a été restaurée dans le cadre de la rénovation du monastère à la fin du XXe siècle, en utilisant en partie des éléments d'origine.

### Bâtiment des convers

Le réfectoire des convers, servant de salle d'exposition.

Le bâtiment des convers a été construit à partir de 1190. Avec 109 m de long, extension comprise, il est le bâtiment le plus long du monastère,. Il est séparé de la zone de retraite intérieure par la Klostergasse. Il existe cependant une transition vers le bâtiment de retraite nord via la tour d'escalier et le portique. Le bâtiment était à l'origine un bâtiment de deux niveaux, mais dans le cadre d'une restructuration au XVIe siècle, il a été surélevé d'un autre étage, prolongé par la boulangerie et le puits, et doté d'un toit en croupe.
Au rez-de-chaussée se trouvent deux salles, chacune avec deux allées. Un couloir qui relie les deux salles constituait à l'origine l'accès à la zone intérieure du monastère. Dès l'origine, celle du nord était destinée à servir de cave à vin (cellarium) du monastère. Le réfectoire des convers était situé dans celui du sud. Cette salle de 47 m de long a été conservée presque inchangée dans sa forme romane d'origine. Le réfectoire des convers sert désormais de lieu d'exposition. Douze pressoirs historiques de la période de 1668 à 1801 sont exposés dans ce réfectoire.

### Bâtiments de l'hospice

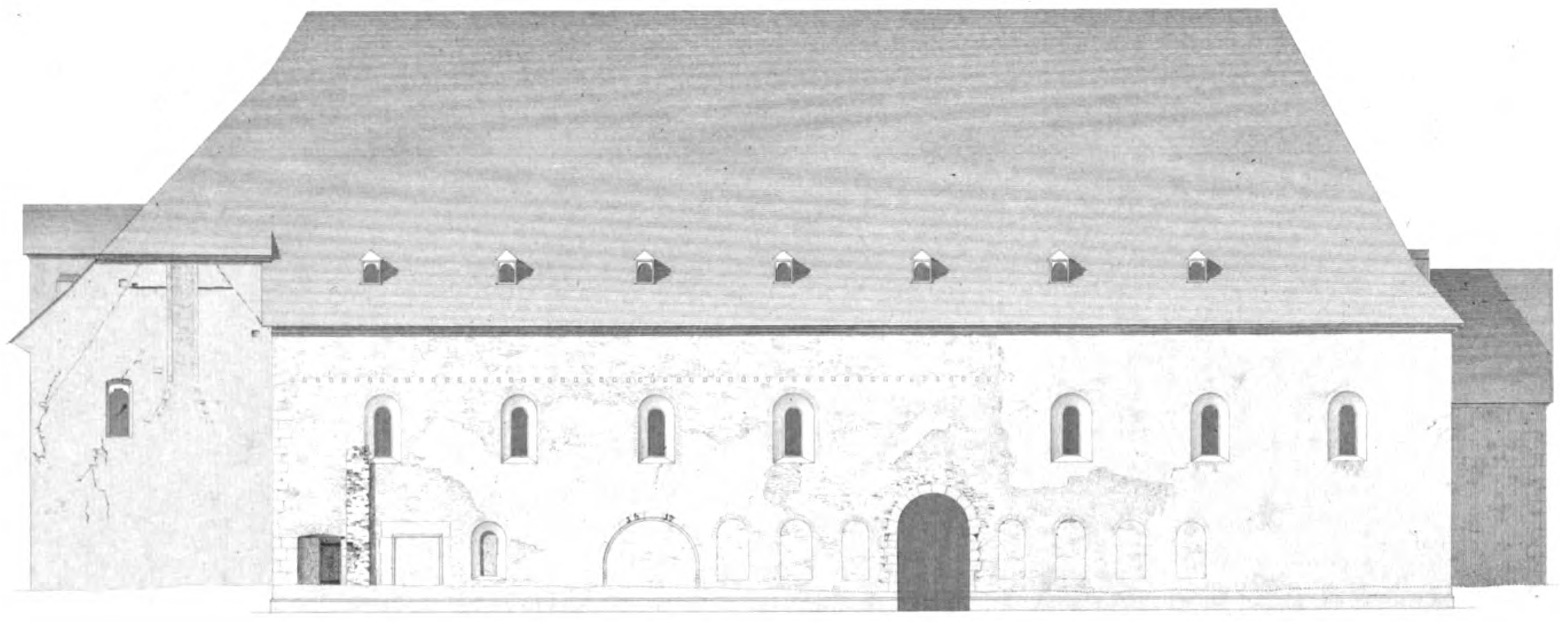
Vue latérale de l'ancien hôpital (lithographie du XIXe siècle).

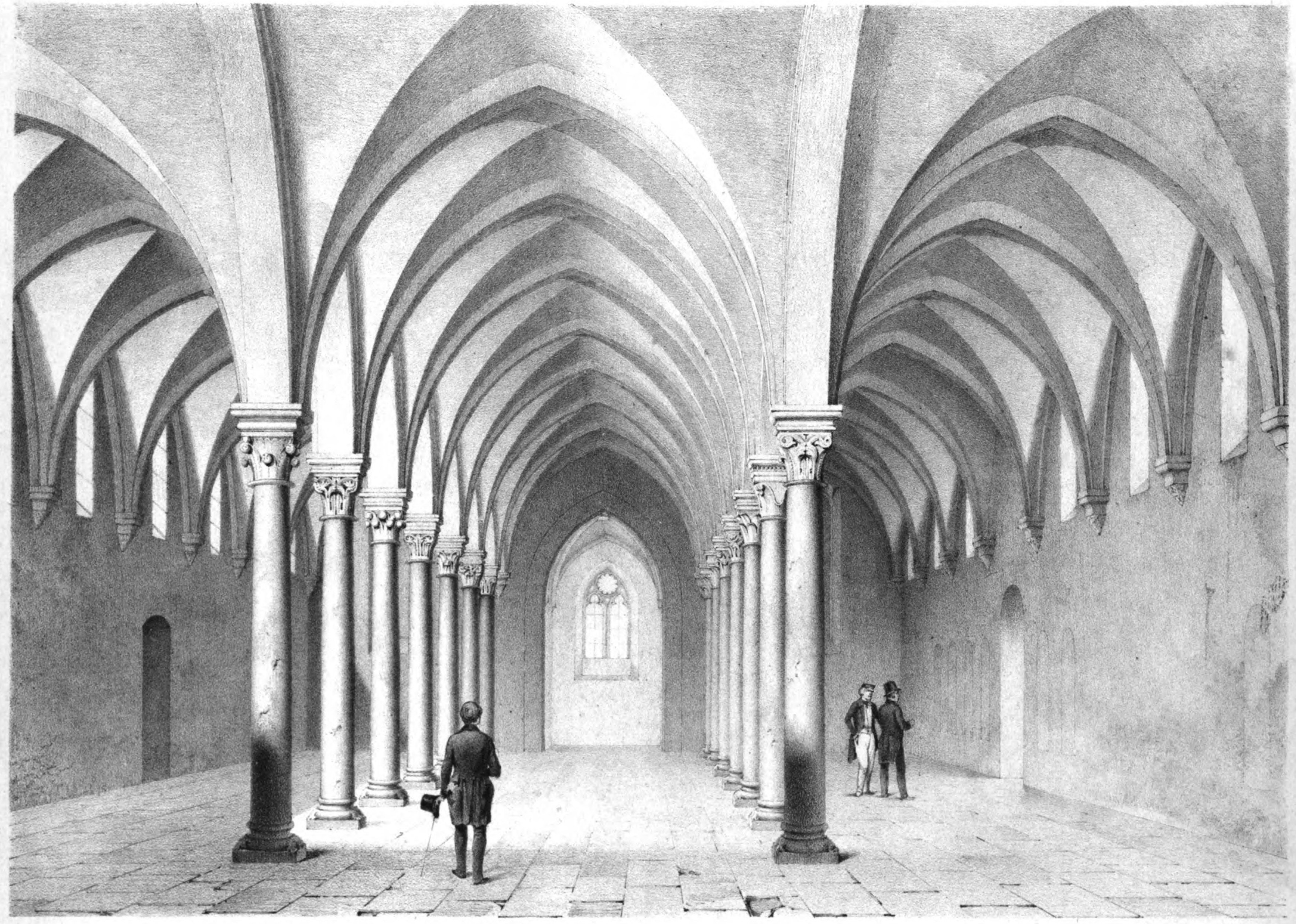
Vue intérieure de l'ancien hôpital, avant sa transformation en cave à vin (lithographie du XIXe siècle).

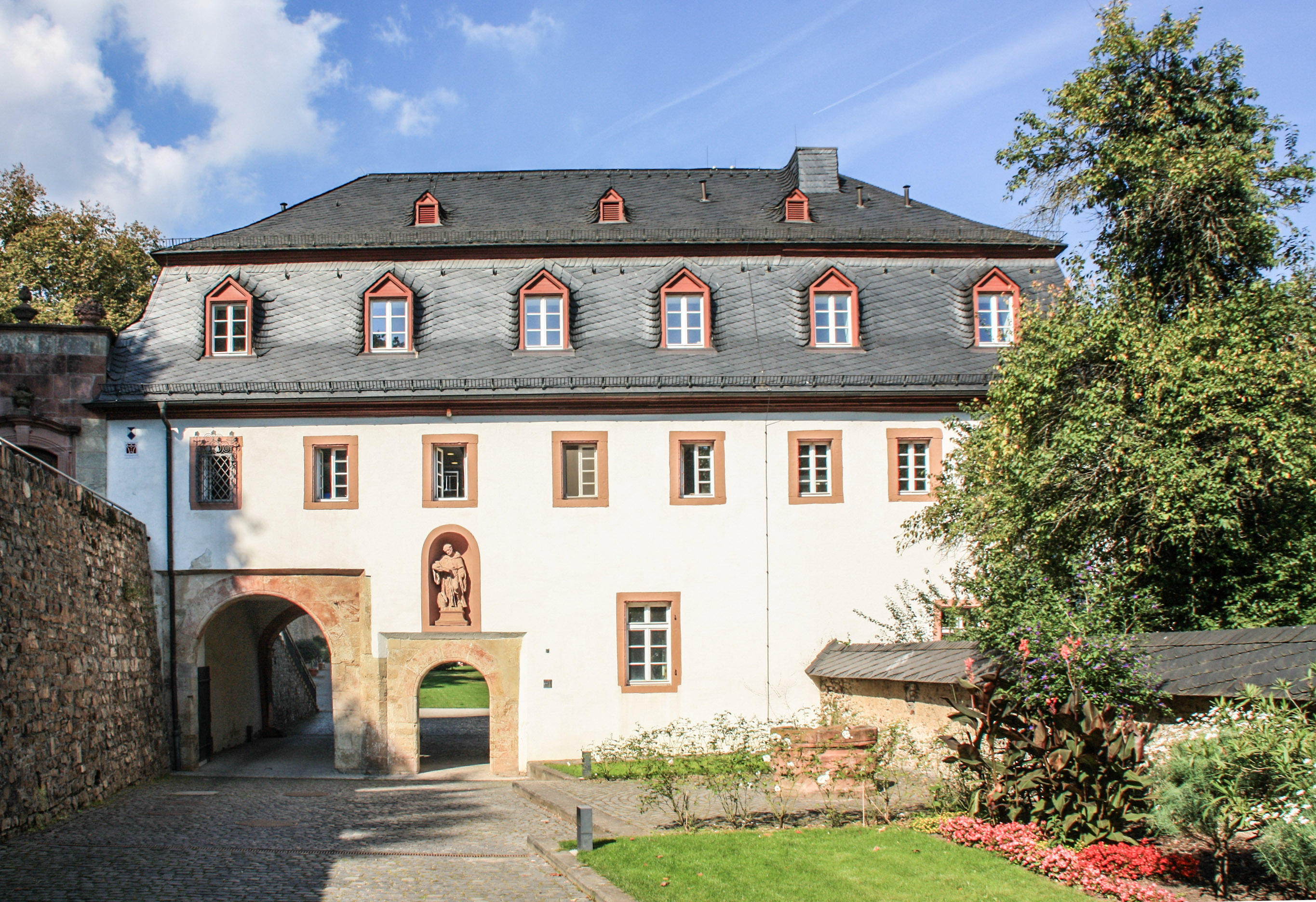
Porterie au-dessus du Kisselbach.

À l'est de la zone centrale du monastère, de l'autre côté du Kisselbach, se trouve l'ancien hôpital,. Le bâtiment roman tardif était à l'origine utilisé pour accueillir les invités du monastère et pour prodiguer des soins infirmiers. Dans la phase baroque, la maison a été reconstruite en 1721-22 et dotée d'un toit en croupe. À l'intérieur se trouve une salle à trois nefs de 39 m de long et 16 m de large, où des colonnes soutiennent la voûte d'arêtes de style roman tardif. Les chapiteaux des colonnes sont de conception très similaire à ceux de la cathédrale de Limbourg, construite à peu près à la même époque. On suppose donc que les mêmes artistes ont travaillé sur les deux bâtiments. Un bâtiment résidentiel de deux étages de style gothique a été ajouté du côté nord de l'hôpital. Du côté est de l'hôpital se trouve un nouveau bâtiment de cave d'État datant de 1927, qui abrite aujourd'hui les caves de l'État de Hesse.
Le nouvel hôpital a été construit en 1752-53 comme bâtiment de liaison entre l'ancien hôpital et le bâtiment de retraite oriental de la phase baroque. Ce bâtiment de deux étages a été construit au-dessus du Kisselbach. Aujourd'hui, cette maison sert de bâtiment d'entrée dans le monastère.